# Ashia Hansen
Ashia Hansen (née le 5 décembre 1971 à Evansville) est une athlète britannique spécialiste du triple saut. 

## Carrière
Née en 1971 à Evansville, dans l'État d'Indiana (États-Unis), d'un père ghanéen et d'une mère britannique, Ashia Hansen vit durant six ans au Ghana avant de s'installer à Londres. Elle se révèle durant la saison 1997 en remportant la médaille d'argent des Championnats du monde en salle où elle s'incline face à la Russe Inna Lasovskaya mais établit un nouveau record national britannique en salle avec 14,70 m. Licenciée au club des Birchfield Harriers de Birmingham, elle prend la cinquième place des Championnats du monde en plein air de 1997, avant de remporter en fin de saison la finale du Grand Prix. Lors de cette compétition, Ashia Hansen établit la meilleure performance de sa carrière grâce un triple bond mesuré à 15,15 m (vent favorable de 1,70 m/s).
En début d'année 1999, la Britannique s'adjuge le titre des mondiaux indoor de Maebashi avec la marque de 15,02 m, devançant de huit centimètres la Bulgare Iva Prandzheva. Elle remporte en fin de saison la finale du Grand Prix de Munich en signant avec 14,96 m la deuxième meilleure performance mondiale de l'année derrière la Grecque Paraskeví Tsiamíta. En 2002, Ashia Hansen devient vice-championne d'Europe en salle avant de remporter à Manchester, sous les couleurs de l'Angleterre, le titre des Jeux du Commonwealth devant la Camerounaise Françoise Mbango Etone. La Britannique établit à cette occasion la deuxième meilleure performance mondiale de l'année 2002 avec 14,86 m. Quelques jours plus tard, elle remporte la finale des Championnats d'Europe de Munich en sautant à 15,00 m. Sélectionnée lors de la 9e Coupe du monde des nations se déroulant à Madrid, Hansen se classe deuxième du concours du triple saut derrière Françoise Mbango Etone et permet ainsi à l'équipe d'Europe d'occuper la deuxième place du classement général final féminin.	
En 2003, Ashia Hansen remporte les Championnats du monde en salle de Birmingham avec 15,01 m, signant le deuxième succès de sa carrière dans cette compétition.

## Palmarès
| Date | Compétition                    | Lieu         | Place | Marque  |
| ---- | ------------------------------ | ------------ | ----- | ------- |
| 1997 | Championnats du monde en salle | Paris        | 2e    | 14,70 m |
| 1997 | Championnats du monde          | Athènes      | 5e    | 14,49 m |
| 1997 | Finale du Grand Prix           | Fukuoka      | 1re   | 15,15 m |
| 1998 | Jeux du Commonwealth           | Kuala Lumpur | 1re   | 14,32 m |
| 1999 | Championnats du monde en salle | Maebashi     | 1re   | 15,02 m |
| 1999 | Finale du Grand Prix           | Munich       | 1re   | 14,96 m |
| 2001 | Championnats du monde          | Edmonton     | 7e    | 14,10 m |
| 2002 | Championnats d'Europe en salle | Vienne       | 2e    | 14,71 m |
| 2002 | Coupe d'Europe                 | Annecy       | 2e    | 14,62 m |
| 2002 | Jeux du Commonwealth           | Manchester   | 1re   | 14,86 m |
| 2002 | Championnats d'Europe          | Munich       | 1re   | 15,00 m |
| 2002 | Coupe du monde des nations     | Madrid       | 2e    | 14,32 m |
| 2003 | Championnats du monde en salle | Birmingham   | 1re   | 15,01 m |

## Records personnels
- 15,15 m (extérieur) le 13 septembre 1997 à Fukuoka
- 15,16 m (en salle) le 28 février 1998 à Valence